# Nocaima (kommun)
Nocaima är en kommun i Colombia.   Den ligger i departementet Cundinamarca, i den centrala delen av landet, 60 km nordväst om huvudstaden Bogotá. Antalet invånare är 7 734.